# دوري السوبر الألباني
دوري السوبر الألباني (بالألبانية: Kategoria Superiore) هي الدرجة الممتازة لكرة القدم في ألبانيا، ويشارك في الدوري الممتاز 10 اندية. وتم تأسيسه في عام 1930.